# Filofest
Filofest je mednarodni festival študentske filmske in video produkcije, ki poteka na Filozofski fakulteti Univerze v Ljubljani.
Mednarodni festival študentske filmske in video produkcije je prvi mednarodni festival v Sloveniji, ki je namenjen izključno študentski filmski produkciji. 
Od leta 2006 festival poteka na Filozofski fakulteti v Ljubljani; organizirajo ga študentje in študentke Filozofske fakultete in drugih ljubljanskih fakultet.
V sklopu festivalskega dogajanja se na festivalu zvrstijo projekcije filmov tekmovalnega in netekmovalnega programa, v okviru spremljevalnega programa 
pa potekajo različne delavnice, predavanja, razstave, ogledi in druženja.
Do leta 2014 so bili v tekmovalnem delu festivala prikazani filmi neodvisne študentske produkcije, v netekmovalnem delu pa filmi študentov filmskih šol in akademij. 
Z letom 2014 je festival odprl tekmovalno kategorijo vsem študentskim filmom, seznamu nagrad pa dodal posebno nagrado za najboljši neodvisni študentski film. Festival sprejema igrane, dokumentarne, animirane in eksperimentalne filme
ter glasbene videospote vseh dolžin.

## Nagrade
Med letoma 2006 in 2010 je glavno nagrado za najboljši film podelila publika, strokovna žirija pa je v tekmovalni kategoriji podelila nagrade za najboljši film, najboljšo režijo, najboljši scenarij in najboljšo igro, najboljši igrani film, najboljši dokumentarni film, najboljši
animirani film in najboljši eksperimentalni film. Od leta 2012 vse nagrade, vključno z glavno nagrado za najboljši film, podeljuje žirija. Leta 2014 je festival k nagradam dodal še nagrado za najboljši neodvisni film.

## Filofest 2006
| Najboljši film     |                             |                    |
| PERFECT            | Alen Pavšar, Robert Mastnak | Slovenija          |
| Najboljša režija   |                             |                    |
| TATITA             | Tatita Team                 | Kosovo             |
| Najboljši scenarij |                             |                    |
| AMOR SANJUÁN       | Luis Misis Herrero          | Španija, Argentina |
| Najboljša igra     |                             |                    |
| PERFECT            | Alen Pavšar, Robert Mastnak | Slovenija          |

## Filofest 2007
Filofest 2007 je potekal na Filozofski fakulteti Univerze v Ljubljani, in sicer med 10. in 14. decembrom. Prijavljenih je bilo 347 filmov z vsega sveta, tekom festivala pa ji je bilo prikazanih 115. V tekmovalni program, ki ga sestavljajo filmi neodvisne študentske produkcije, se je uvrstilo 34 kratkih in celovečernih filmov, od tega 22 slovenskih. V netekmovalnem delu programa, ki zajema filme študentov filmskih šol in akademij, je bilo prikazanih 65 filmov. Člani žirije za Filofest 2007 so bili Urška Kos, Matjaž Ivanišin in Maura McGuinness. Najboljše filme Filofesta 2007 je izbirala strokovna žirija.
| Najboljši film                 |                                    |                        |
| FREQUENT MEETINGS              | Darja Kornijenko                   | Estonija               |
| Najboljši eksperimentalni film |                                    |                        |
| EVAPORATION                    | Simon Chang                        | Tajvan/Češka republika |
| Najboljši animirani film       |                                    |                        |
| SMRT                           | Mitja Manček                       | Slovenia               |
| Najboljši dokumentarni film    |                                    |                        |
| BALKAN JUNCTIONS               | Luksuz produkcija                  | Slovenija              |
| Najboljši igrani film          |                                    |                        |
| MOČVIRJE                       | Luka Puš                           | Slovenia               |
| Najboljši scenarij             |                                    |                        |
| CAFÉ LA ROCHELLE               | Tiago Américo                      | Brazilija              |
| Najboljša igra                 |                                    |                        |
| VODA V OČEH (Vitomir Vratarič) | Jože Baša                          | Slovenija              |
| Najboljša režija               |                                    |                        |
| TERMINAL                       | Mario Gomes                        | Portugalska            |
| Posebna omemba žirije          |                                    |                        |
| DEAD SERIOUS                   | Andrej Arsenijevič, Marija Grintal | Slovenia               |

Zmagovalni video Filofestove video delavnice je bil po izboru občinstva video THE LIPSTICK AND THE RAZOR v režiji Simona Changa.

## Filofest 2010
| Najboljši film                            |                                                                               |                 |
| NEVERENDING KNOT                          | Miha Šubic, Mitja Mlakar, Mojca Pernat, Robert Ribič, Miha Šubic, Simon Komar | Slovenija       |
| Najboljši eksperimentalni film            |                                                                               |                 |
| JUST A GAME                               | Kaja Ocvirek-Krušić                                                           | Hrvaška         |
| Najboljši animirani film                  |                                                                               |                 |
| EVENING FAIRYTALE                         | Andraž Sedlar                                                                 | Slovenija       |
| Najboljši dokumentarni film               |                                                                               |                 |
| LEBEN IN SEIFENBLASEN                     | Nadine Lüchinger                                                              | Švica/Argentina |
| Najboljši igrani film                     |                                                                               |                 |
| MY TOWN                                   | Žiga Divjak, Matic Drakulić, Jakob Adler                                      | Slovenija       |
| Najboljši scenarij                        |                                                                               |                 |
| NEVERENDING KNOT                          | Miha Šubic, Mitja Mlakar, Mojca Pernat, Robert Ribič, Miha Šubic, Simon Komar | Slovenija       |
| Najboljšja igra                           |                                                                               |                 |
| IN THE EYE OF THE BEHOLDER (Larisa Dagul) | Luka Gluvić                                                                   | Slovenija       |
| Najboljša režija                          |                                                                               |                 |
| A REASON TO STAY                          | Adiya Orr                                                                     | Izrael          |
| Posebna omemba žirije                     |                                                                               |                 |
| JOLLY ROGER                               | Matias Zemljič, Francisco ''Pako'' Amezcua                                    | Slovenija       |
| A BALLAD                                  | Matevž Jerman                                                                 | Slovenija       |

## Filofest 2012
| Najboljši film                 |                    |            |
| 7 DREAMS                       | Alexandru Căpătoiu | Madžarska  |
| Najboljša režija               |                    |            |
| THE MOST PRECIOUS              | Joseph Bliadze     | Gruzija    |
| Najboljša igra                 |                    |            |
| THE MOST PRECIOUS              | Joseph Bliadze     | Gruzija    |
| Najboljši igrani film          |                    |            |
| THE MOST PRECIOUS              | Joseph Bliadze     | Gruzija    |
| Najboljši dokumentarni film    |                    |            |
| BROKEN BORDER                  | Keywan Karimi      | Iran       |
| Najboljši eksperimentalni film |                    |            |
| 7 DREAMS                       | Alexandru Căpătoiu | Madžarska  |
| Posebna omemba žirije          |                    |            |
| LAPINDO                        | Felix Jäkel        | Indonezija |
| MADNESS IN MY MIND             | Diego Menendes     | Slovenija  |

## Les Inattendus
Partnerski festival Filofesta je festival Les Inattendus iz Lyona, Francija.